# مركز علقة
مركز علقة  هو أكبر وأهم قرى ة تابعة للزلفي وتقع إلى الشمال من مدينة الزلفي ويقطنها حوالي80,000 الف نسمه. وتتوفر فيها مراكزومرافق حكومية وهي من أقدم المناطق السكنية بالزلفي وتنقسم إلى الرفيعة في الجنوب والسعيدية في الشمال ويحوي حي السعيدية أقدم جامع في إقليم الزلفي.
تقع بلدة علقة ضمن إقليم الزلفي التي تمتد من الغاط جنوباً وحتى الاسياح في منطقة القصيم شمالاً ومن حدود حرمة شرقاً إلى القصيم غرباً وعلقة تأتي ضمن هذا الإقليم ويقول ابن خميس في المعجم الجغرافي (علقة): بفتح العين المهملة واللام والقاف وآخره هاء من قرى الزلفي في إمارة الرياض.
وبلدة علقة تشهد حالياً نهضة شاملة في جميع الميادين، ويوجد بها العديد من الدوائر الحكومية وذلك مثل: الإمارة، والمدرسة الفيصلية الابتدائية، ومتوسطة علقة، ومجمع مدارس البنات (ابتدائي – متوسط – ثانوي) ومركز الرعاية الصحية، ومكتب البريد، ونادي طويق الرياضي، ومركز هيئة الأمر بالمعروف والنهي عن المنكر، وفرقة الطرق الزراعية، ومركز الدفاع المدني.   

## التسمية
علل بعضهم تسمية البلدة بعلقة لكثرة وجود نبات العلق الذي ينبت في الماء وذلك لمكوث السيول فيها طوال السنة.

## جغرافية البلدة
تقع إلى الشمال من مدينة الزلفي وذلك في السهل المنبسط بين نفود الثويرات وجبال طويق وهي وان كانت إلى النفود أقرب بكثير منها إلى جبل طويق، وموقع البلدة في سفح النفود «الثويرات» أعطى أراضي علقة ميزة الخصوبة ووفرة المياه وقربها نسبياً لرمال الثويرات. وتعد علقة اخفض موقع في اقليم الزلفي حيث ان أغلب الاودية المنحدرة من جبال طويق المتجهة إلى الغرب تجتمع في علقة ومنها: وادي عريعرة، وادي سمنان، شعيب أبي سديرة، شعيب القلتة

## معالم علقة الاثرية

### الأسوار والأحياء القديمة
لا تزال الأحياء القديمة المبنية من الطين قائمة وذلك في حي الرفيعة والسعيدية، كما أن بيوتاً وبروجاً وحصوناً لا تزال قائمة في بعض المزارع القديمة في البلدة، ويشاهد الزائر لهذه الأحياء روعة العمارة والتصميم وفن النقش والزخرفة، ومن أهمها: مسجد السيف والسور المحيط بالسعيدية وقصر ابن روق.

### جبل طويق
وهو جبل اليمامة العملاق الأشم الذي يمتد من شمال الزلفي من جزرة ثم يذهب مجنباً ضارباً في أعماق نجد ماراً بمدن ومناطق نجد حتى يندفن في الربع الخالي ثم يخرج مرة ثانية ليلتقي مع جبال اليمن. هذا الجبل الذي يخترق منطقة الزلفي من الشمال إلى الجنوب حيث يبدأ من جزرة فالقلتة فعلقة حيث (أبي سديرة) فعريعرة فخشم أم الذر فسمنان فسويس هذا الجبل العظيم: تغنى فيه الشعراء قديماً وحديثاً فهذا الشاعر الجاهلي عمرو بن كلثوم يقول:
وأعرضت اليمامة واشمخرت كأسياف بأيدي مصلتينا
ويقول الشاعر راكان بن حثلين:
وخشوم طويق فوقنا كنا وصفاً صقيل السيوف اللي تجدد جرودها
ويقول شاعر الزلفي عبد الله الدويش:
لي صاحب ماقف طويق مقره بين الخشوم النـايفـة والـزبـارة

### نفود الثويرات
بلدة علقة تقع على سفوح نفود الثويرات، هذه الكثبان الرملية التي تخترق منطقة الزلفي وموازية لجبال طويق من الغرب تشكل معظم أراضي منطقة الزلفي
وتحتضن العديد من القرى والهجر، وهي معلم بارز ومتنفس للكثير من الأسر والشباب في أيام الربيع والشتاء حيث تكتسي بالخضرة والنباتات البرية وتزدان بأشجار الأرطى.
قصر ضبعان، القصير القلتة، جزرة تم ايرادها في صفحة تاريخ الزلفي تحت المعالم الأثرية

## امارة علقة
تولى امارة علقة الكثير من الامراء ومنهم:
عبد الله الناصر العلي الفرهود،دهش عبد الله الفرهود، محمد بن عبد الله الفرهود، عبدالمحسن المحمد، عبد الرحمن المحمد، برجس الدهش، عبدالمحسن المحمد الفرهود، علي المحمد الفرهود، عبد الله الصالح الفرهود، سعود الدهش، محمد الدهش وهو أمير علقة الحالي تولى الامارة في عام 1407 هـ ولايزال.
التعليم في علقة
... وفي عام 1374 هـ أمر الملك سعود ي بافتتاح مدرسة ابتدائية ويدخل التعليم النظامي في علقة عامه الخمسين ثم تلا ذلك افتتاح متوسطة ابن تيمية وبعدها ثانوية الامام محمد بن سعود أما بالنسبة للبنات فيوجد مدرسة ابتدائية ومتوسطة وثانوية